# Katatone Schizophrenie

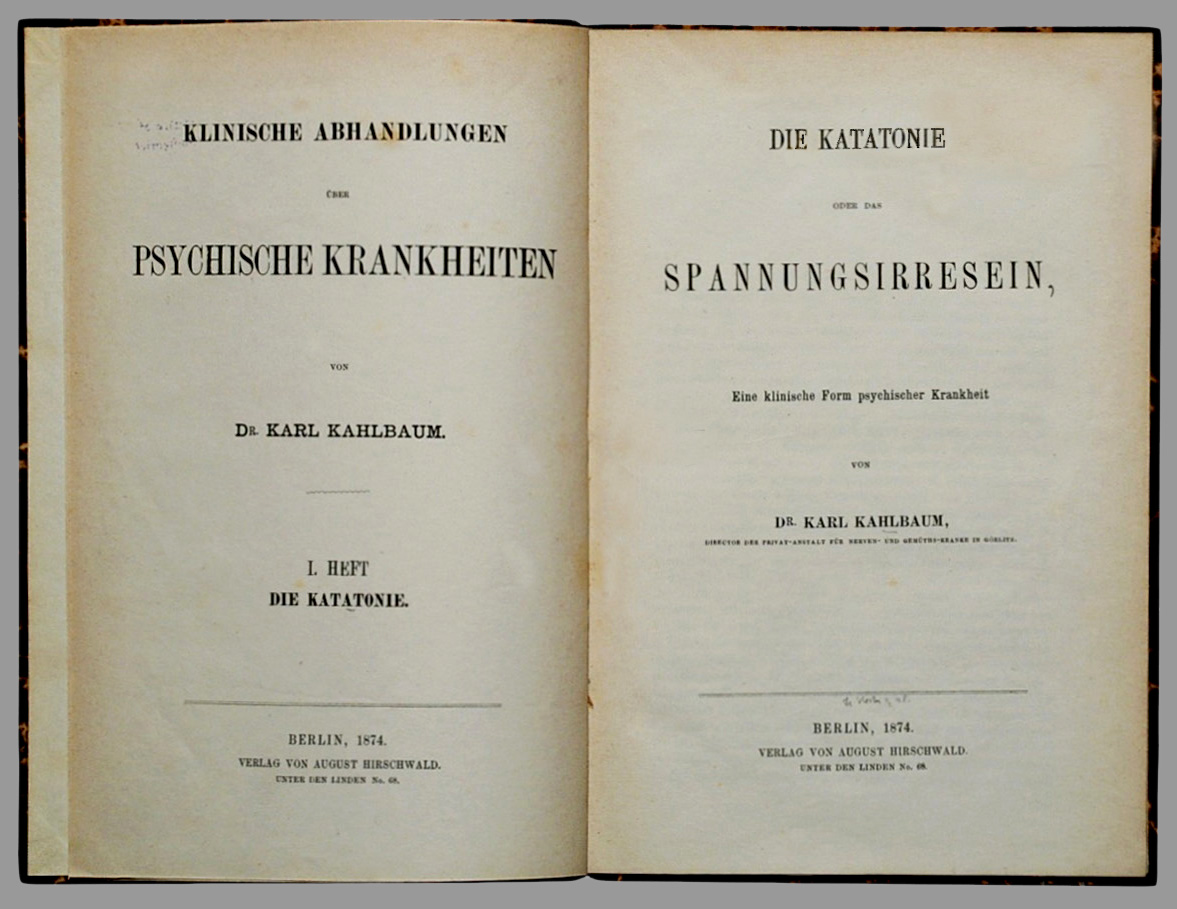
Erstbeschreibung der Erkrankung (1874)

Die katatone Schizophrenie ist eine Unterform der Schizophrenie, bei der psychomotorische Störungen das klinische Bild beherrschen. Dennoch sind auch andere Symptome der Schizophrenie wie Stimmenhören, Angst, Denkstörungen und Wahn häufig zu beobachten.
Die Erkrankung wurde erstmals als Dementia catatonica von Karl Ludwig Kahlbaum im Jahr 1874 beschrieben (siehe obige Abbildung). Später beschäftigte sich insbesondere der Neurologe und Psychiater Karl Leonhard (1904–1988) mit der katatonen Schizophrenie. Durch die Einführung der operationalisierten Kriterienkataloge ICD-10 und DSM-IV und die zunehmende Vermischung der Fächer Neurologie und Psychiatrie wird das Krankheitsbild immer seltener diagnostiziert.

## Entstehung
Die Entstehung und Verursachung aller Erkrankungen aus dem schizophrenen Formenkreis ist noch nicht geklärt. Man geht von einer multifaktoriellen Genese aus mit genetischen, psychodynamischen und umweltbedingten Ursachen.
Die psychopathologische Schule von Wernicke-Kleist-Leonhard sieht die Schizophrenien – auch die katatonen Formen – als heterogene Krankheitsgruppe. Für die Unterform „periodische Katatonie“  nahm Karl Leonhard genetische Ursachen an. Mit dem Nachweis des Suszeptibilitätsgens 15q15 gelang die Begründung einer genetischen Disposition für diese schubförmig verlaufende Katatonie. Die chronischen Katatonien führte Leonhard auf maternale Infektionen im mittleren Schwangerschaftsdrittel zurück.

## Symptome
Im Krankheitsverlauf kann es zu den folgenden Symptomen kommen:
- Mutismus
- Katalepsie
- Flexibilitas cerea
- Negativismus
- Befehlsautomatie
- Echolalie
- Raptus
- Stupor
- Manierismen
- Ambitendenz
- Verharren
- Mitgehen
- Proskynese

Die Symptomatik kann in hypermotorische und hypomotorische Symptome unterschieden werden. Zur ersten Gruppe gehören unter anderem Manierismen, Echolalie, psychomotorische Erregung sowie motorische und sprachliche Stereotypien. Zur hypomotorischen Symptomatik zählt Stupor, Katalepsie, Negativismus und Haltungsstereotypie.
Geht der Stupor mit Fieber einher, spricht man von einer febrilen, perniziösen, oder malignen Katatonie. Dieses vital bedrohliche Erscheinungsbild bot früher nur minimale Überlebenschancen. Dank der Therapiemöglichkeiten mit modernen Behandlungsmethoden (Intensivstation und -therapie, Benzodiazepine, Neuroleptika, Elektrokonvulsionstherapie) überleben inzwischen fast alle betroffenen Patienten. Die Diskussion, ob die „perniziöse“ oder „maligne“ Katatonie mit dem lebensbedrohlichen Krankheitsbild „malignes Neuroleptika-Syndrom“ (MNS) identisch ist, wurde bisher nicht abschließend gelöst. Der Krankheitsverlauf ist ähnlich, das Bild der tödlichen Katatonie ist vor über 100 Jahren erstbeschrieben, das Bild des MNS existiert dagegen erst seit Einführung der Neuroleptika in den 1960er Jahren.

## Therapie
Katatone Zustände werden zunächst meist mit Benzodiazepinen behandelt, um die Katalepsie zu durchbrechen und die dabei oft vorhandene starke Angst zu vermindern. Die Behandlung erfolgt weiterhin, wie bei den anderen schizophrenen Formen, mit Antipsychotika. In der Langzeitbehandlung können Stimmungsstabilisatoren wie Lithium, Valproinsäure, Carbamazepin und Lamotrigin überaus hilfreich sein. Katatonie kann auch mittels Elektrokonvulsionstherapie (EKT) oft rasch und wirkungsvoll behandelt werden. Basierend auf der GABAA-Glutamat-Hypothese der Katatonie kann bei Versagen einer Therapie mit Benzodiazepinen wie Lorazepam auch ein Therapieversuch mit Dopaminagonisten oder Amantadin (einem NMDA-Rezeptor-Antagonisten) erwogen werden.

## Kritik
In einer systematischen Übersichtsarbeit von 2010 wurde das Konzept der katatonen Schizophrenie heftig kritisiert. Katatonie und Schizophrenie seien grundverschiedene Syndrome, die durch bestimmte medikamentöse Tests leicht auseinandergehalten werden könnten und die auch eine völlig unterschiedliche Behandlung erforderten.